# 計吐夷島
計吐夷島（俄語：Кетой，羅馬化：Ketoi，日语：／ Ketoi tō */?）俄语音译克托伊岛，是俄羅斯的火山島，位於太平洋西北部的鄂霍次克海，屬於千島群島的一部分，直徑約10公里，面積73平方公里，最高點海拔高度1,172米。
島名来自阿伊努語的「kew-toy」（骸骨的土地）。

## 外部連結
- Sakhalin Oblast